# Internationales Federballturnier in Tröbitz 1964

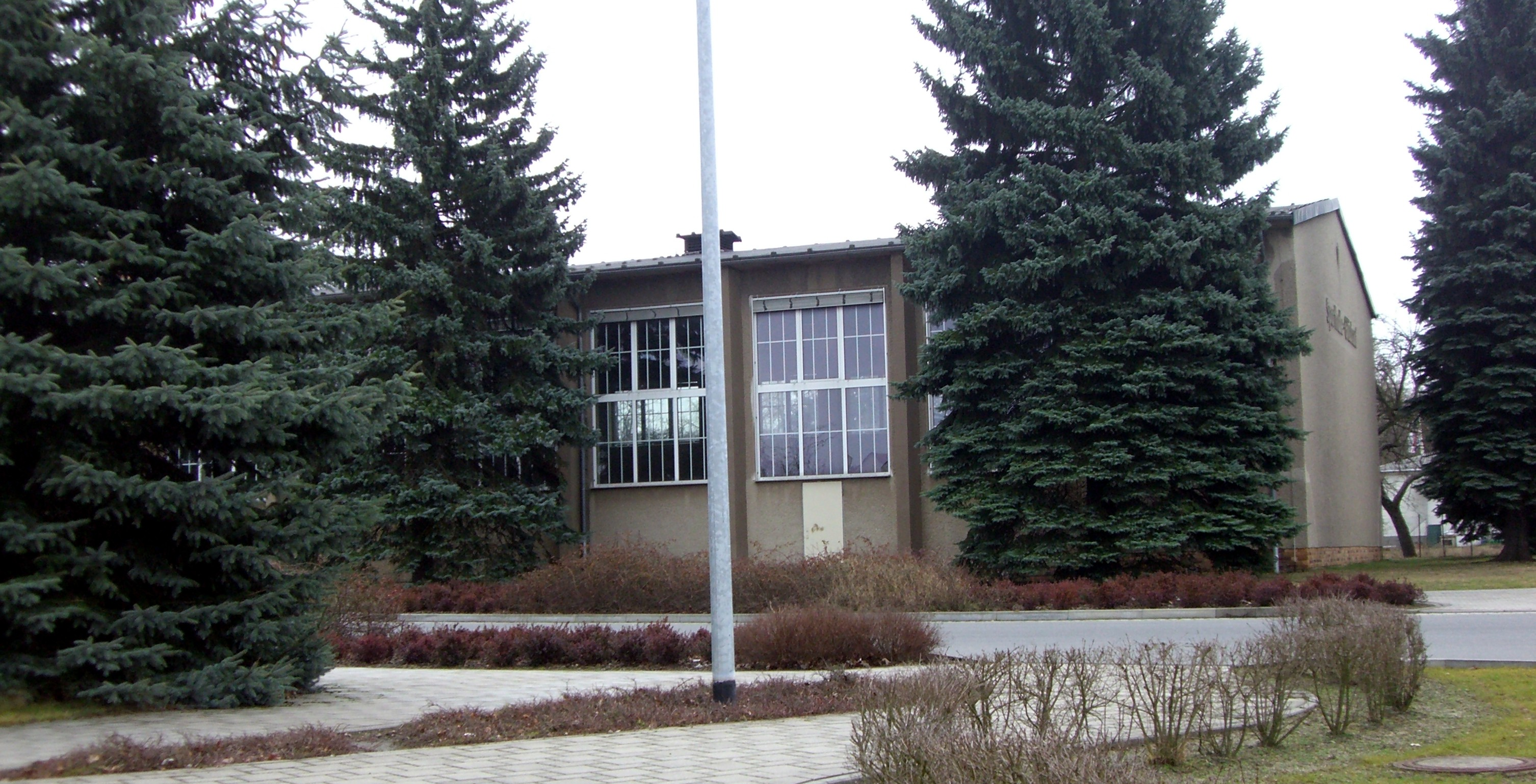
Sporthalle Glückauf Tröbitz

Das Internationale Federballturnier in Tröbitz 1964 fand als Neujahrsturnier vom 4. bis zum 5. Januar 1964 in der Sporthalle Glückauf in Tröbitz statt. Es war die fünfte Auflage dieser Turnierserie.

## Sieger und Platzierte
| Disziplin    | Gold                                                  | Silber                                                            | Bronze                                                         |
| ------------ | ----------------------------------------------------- | ----------------------------------------------------------------- | -------------------------------------------------------------- |
| Herreneinzel | Oon Chong Teik (Malaya)                               | Kurt Johnsson (Schweden)                                          |                                                                |
| Dameneinzel  | Rita Gerschner (Aktivist Tröbitz)                     | Ruth Preuß (Post Berlin)                                          | Gunilla Dahlström (Schweden)                                   |
| Herrendoppel | Oon Chong Teik / Kurt Johnsson (Malaya / Schweden)    | Gottfried Seemann / Erich Wilde (Aktivist Tröbitz)                |                                                                |
| Damendoppel  | Rita Gerschner / Annemarie Seemann (Aktivist Tröbitz) | Gunilla Dahlström / Ursula Hansche (Schweden / Turbine Spremberg) | Beate Herbst / Jutta Benzmann (HSG DHfK Leipzig / Post Berlin) |